# بوقلمون وحشی استرالیایی
بوقلمون وحشی استرالیایی (نام علمی: Alectura lathami) نام یک گونه از تیره مرغ پابزرگ است.
این پرنده در شرق استرالیا از شمال دور کوئینزلند تا ایلاوارا در والس جنوبی حضور دارد. بوقلمون وحشی استرالیایی به جزایر کانگارو نیز معرفی شده است. این گونه یک پرنده بزرگ با بدنی سیاه رنگ و یک سر قرمز رنگ می‌باشد. در مجموع طول این پرنده در حدود ۶۰–۷۰ سانتی‌متر و بال‌هایی به طول ۸۵ سانتی‌متر است.

## نگارخانه

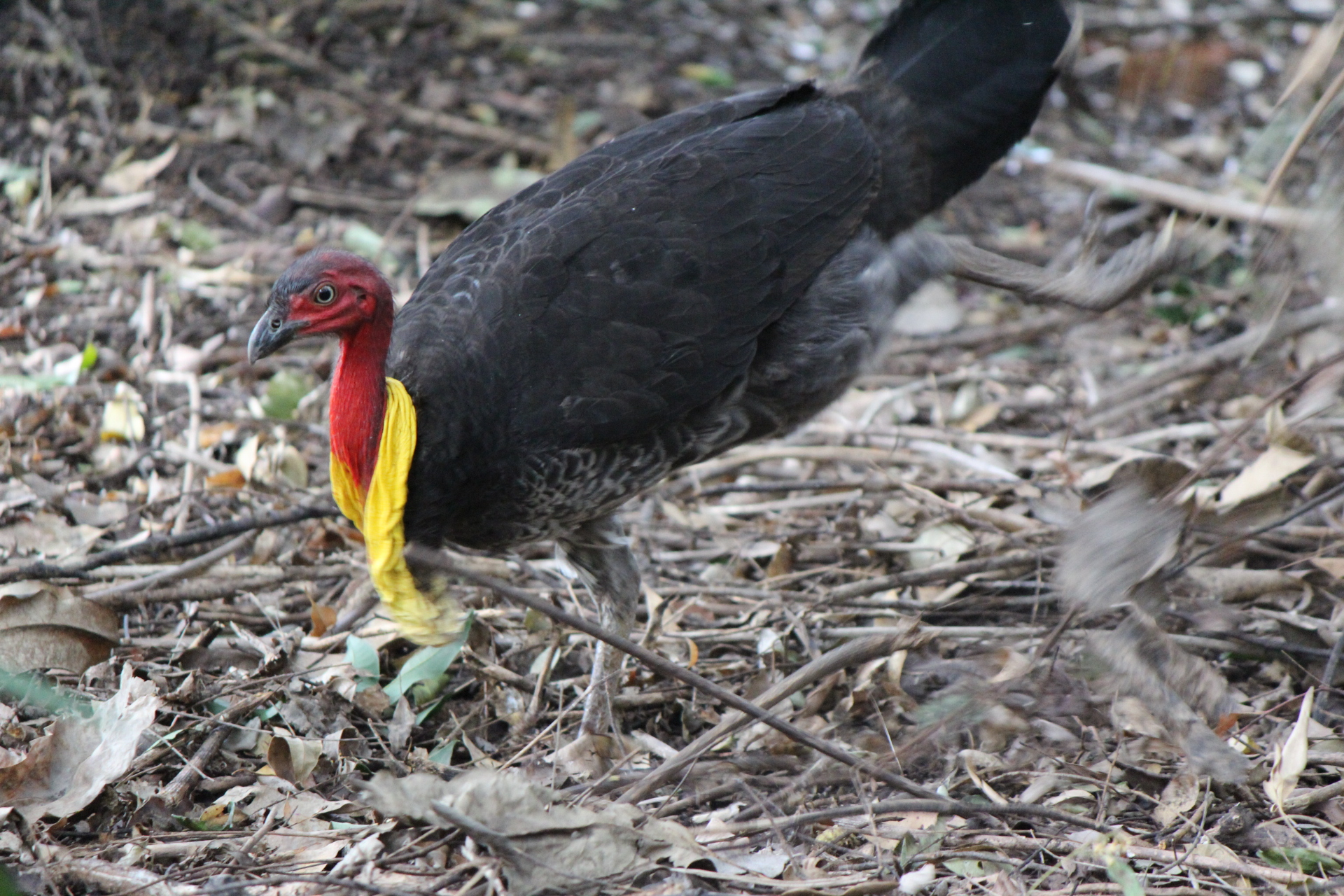
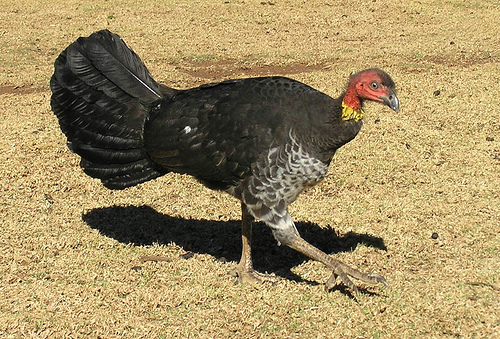
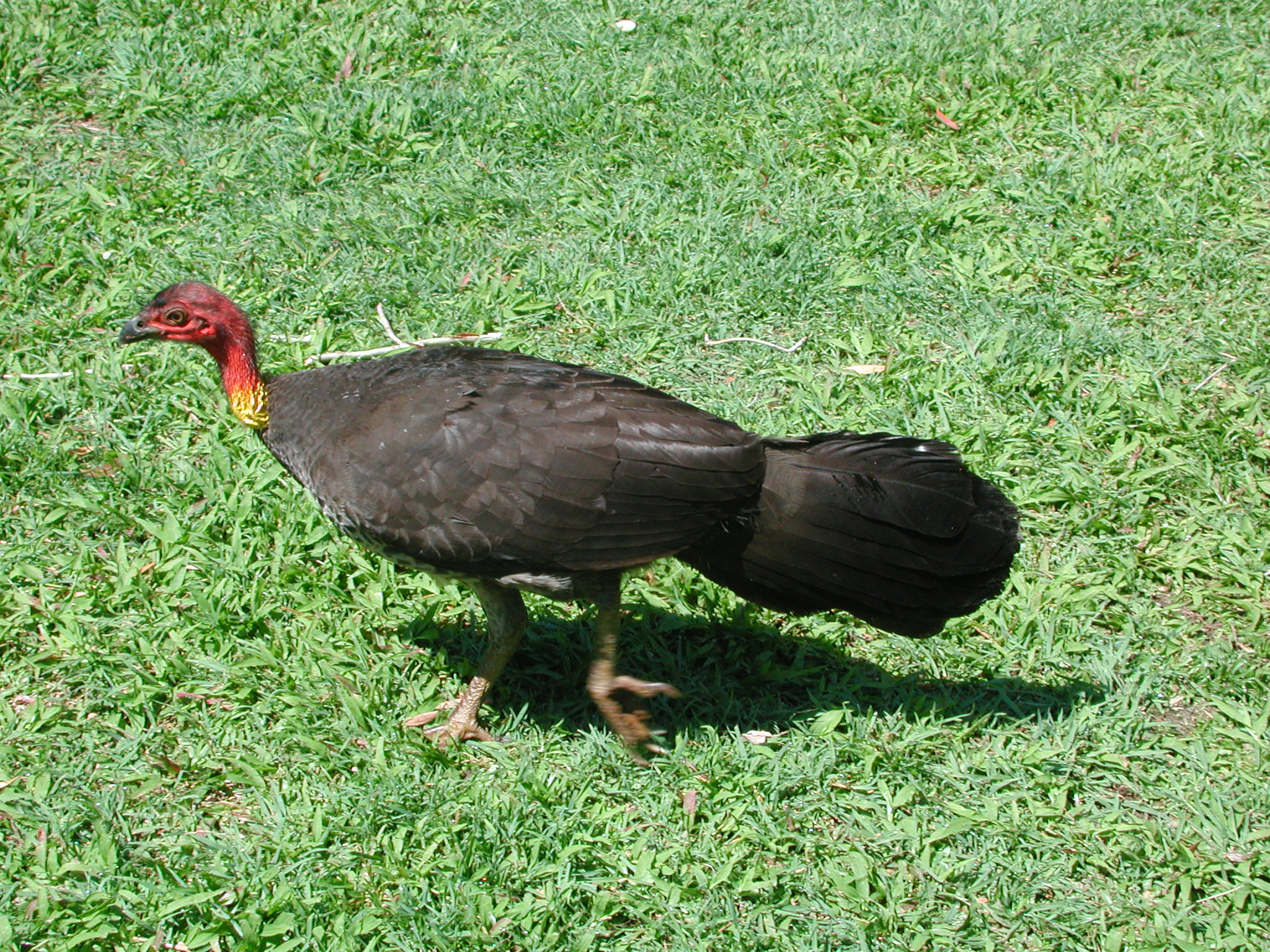
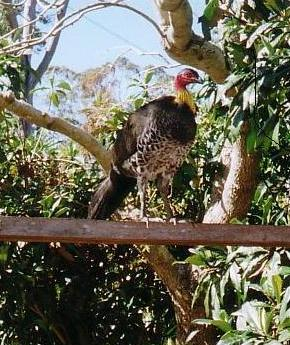
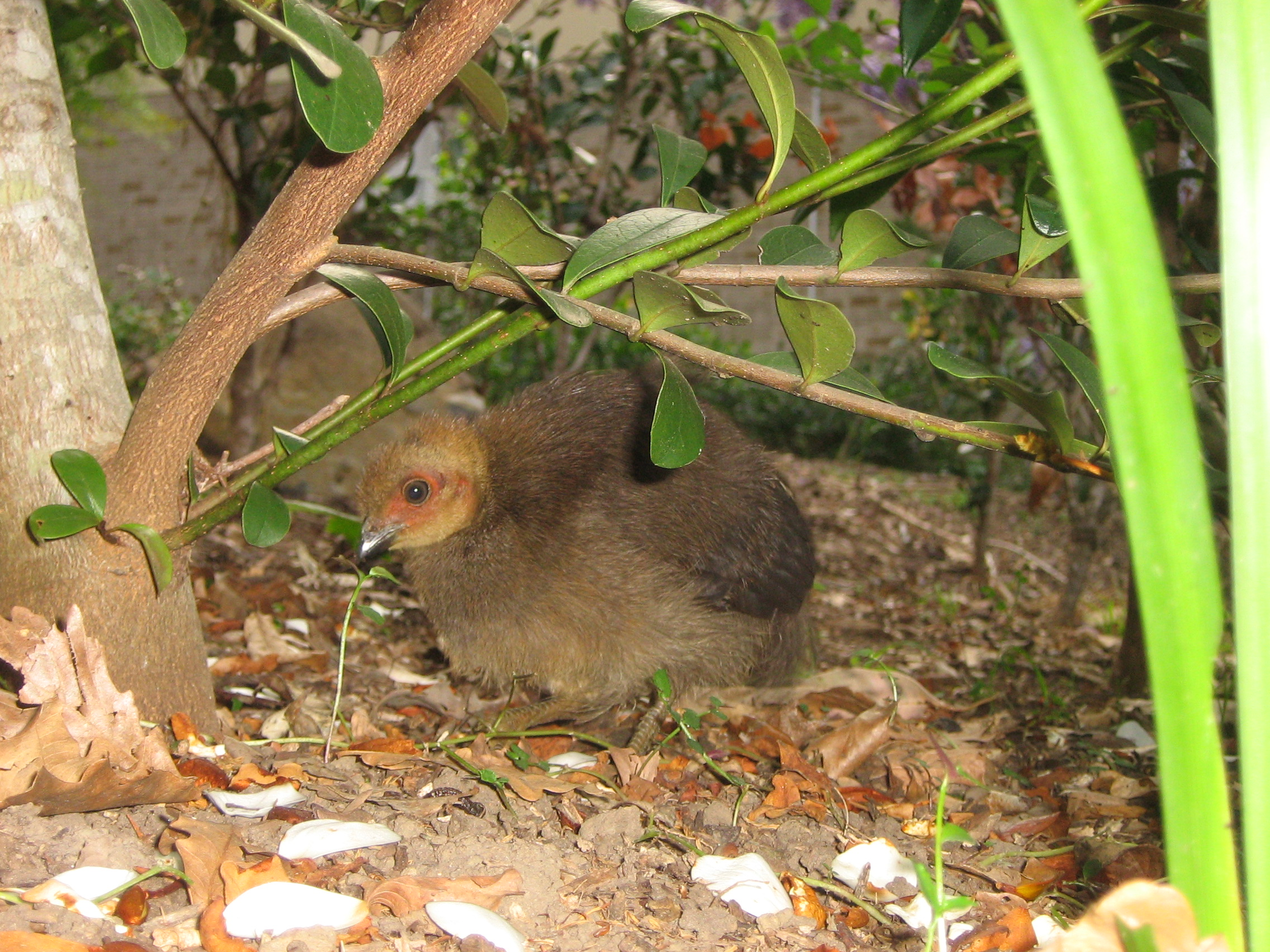
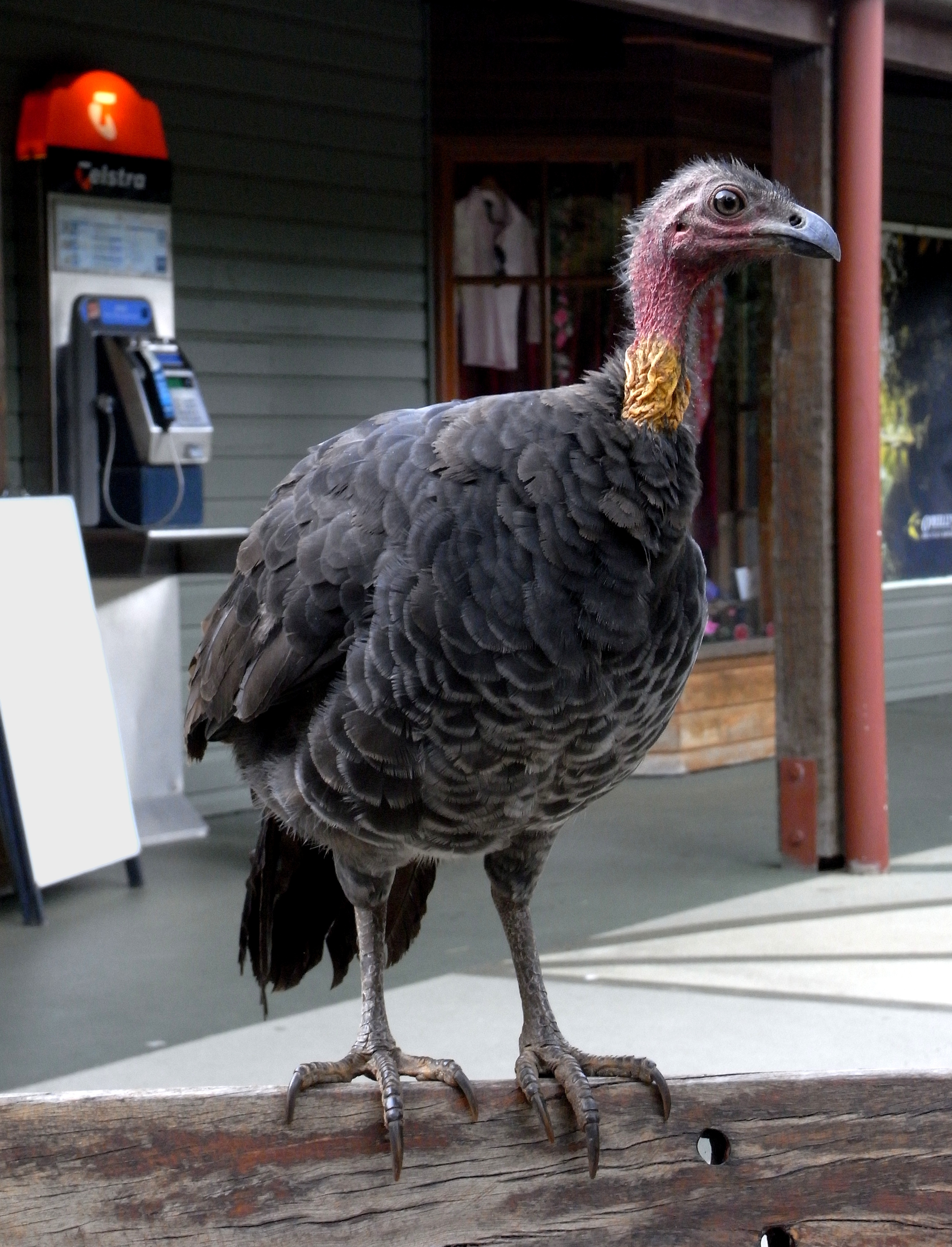
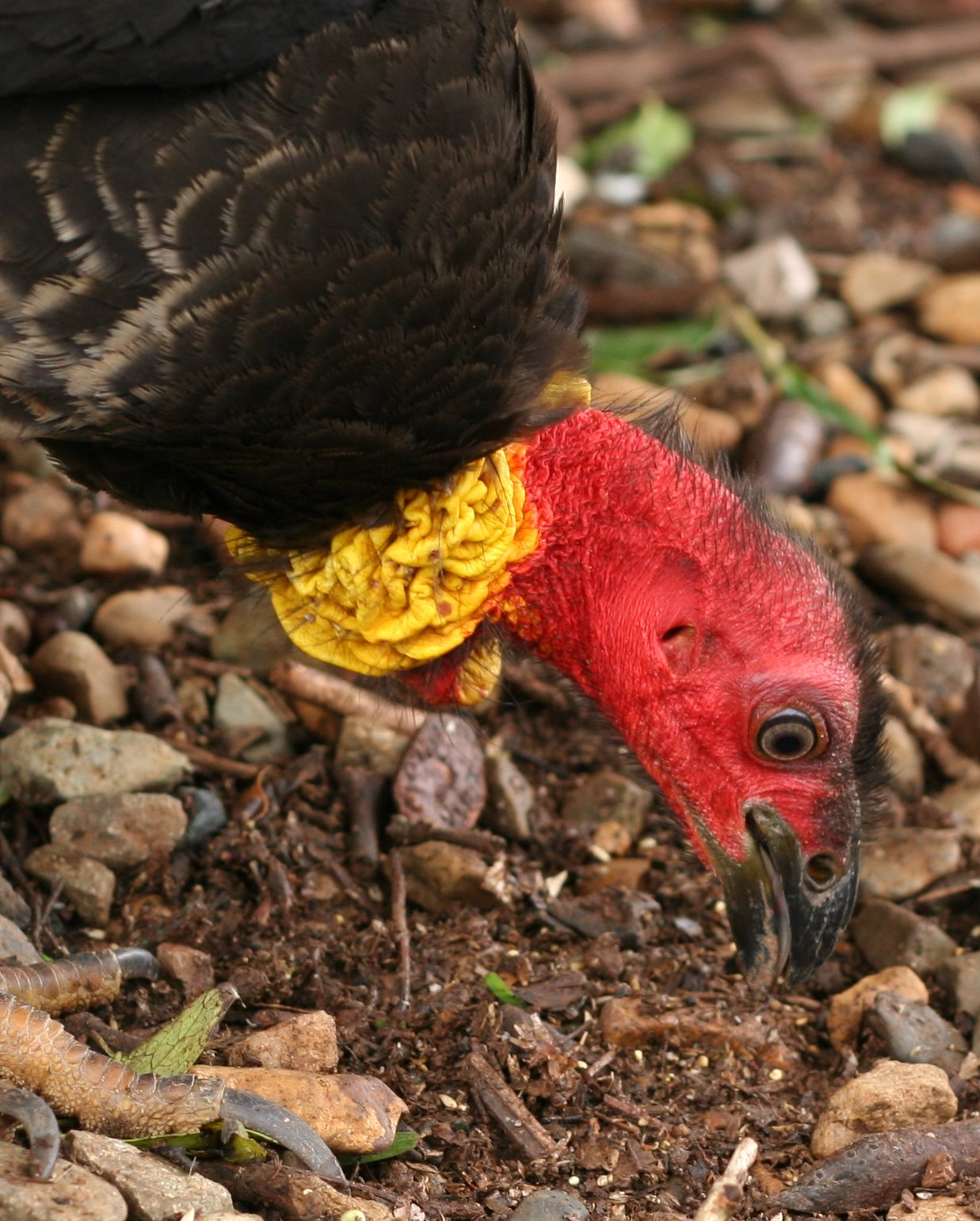
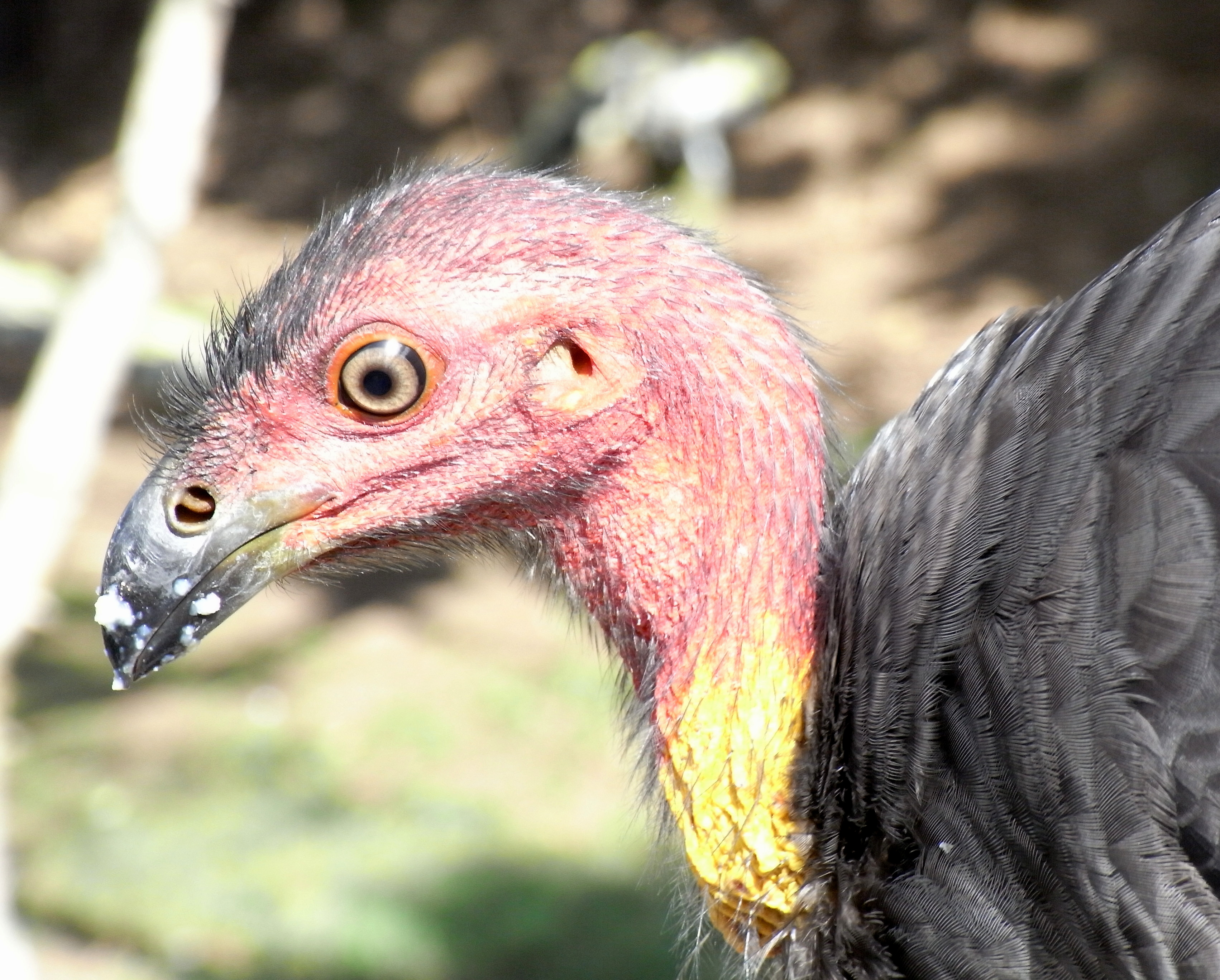